# Hermann Barnikol
August Hermann Barnikol (* 27. Dezember 1890 in Barmen, heute zu Wuppertal; † 1952) war ein deutscher evangelischer Theologe und Pfarrer in Jülich.

## Leben
Hermann Barnikol war der Sohn eines Wagenfabrikanten aus Barmen und wurde zunächst auf einer Schule seiner Heimatstadt vorgebildet. Wie sein jüngerer Bruder Ernst Barnikol studierte er Evangelische Theologie und promovierte 1925 an der Universität Bonn mit der Dissertation Die Lehre Calvins vom unfreien Willen und ihr Verhältnis zur Lehre der übrigen Reformatoren und Augustins.
Ab 1920 war Barnikol Pfarrer in Jülich. Er wurde 1933 zunächst Mitglied der Deutschen Christen, allerdings der gemäßigten so genannten Elberfelder Richtung. Später revidierte er seine Haltung zum Nationalsozialismus. In seinen Predigten wagte er mutige Sätze. In der Pogromnacht vom 9. auf den 10. November war Pfarrer Barnikol, der in der Nachbarschaft der 1862 eingeweihten Jülicher Synagoge wohnte, Initiator des einzigen öffentlichen Protests gegen die Synagogenschändung. Fortan war die Familie des Pfarrers dem Druck und der Bedrohung der Nationalsozialisten ausgesetzt. Die Familie lebte in ständiger Angst, der Vater könnte abgeholt werden. Dies war auch 1942 der Fall, als Barnikol im benachbarten Aachen für einige Tage in Gestapo-Haft genommen wurde.
1946 wurde Barnikol er Superintendent des Kirchenkreises Jülich. Er musste das Amt aber wegen seiner angegriffenen Gesundheit schon 1948 wieder abgeben. Bis 1952 versah er auch das Pfarramt in Inden, dann trat er vorzeitig in den Ruhestand.

## Familie
Hermann Barnikol war mit seiner Frau Hildegard verheiratet und hatte fünf Kinder. Der Sohn Hanns-Christoph (1931–2013) wurde ebenfalls evangelischer Pfarrer, der Sohn Horst-Martin (1934–2022) Theologieprofessor.

## Ehrungen/Auszeichnungen
Die Stadt Jülich benannte 60 Jahre später eine Straße nach dem Theologen, um dessen „mutiges Eintreten“ zu würdigen.